# Daniel Snowman

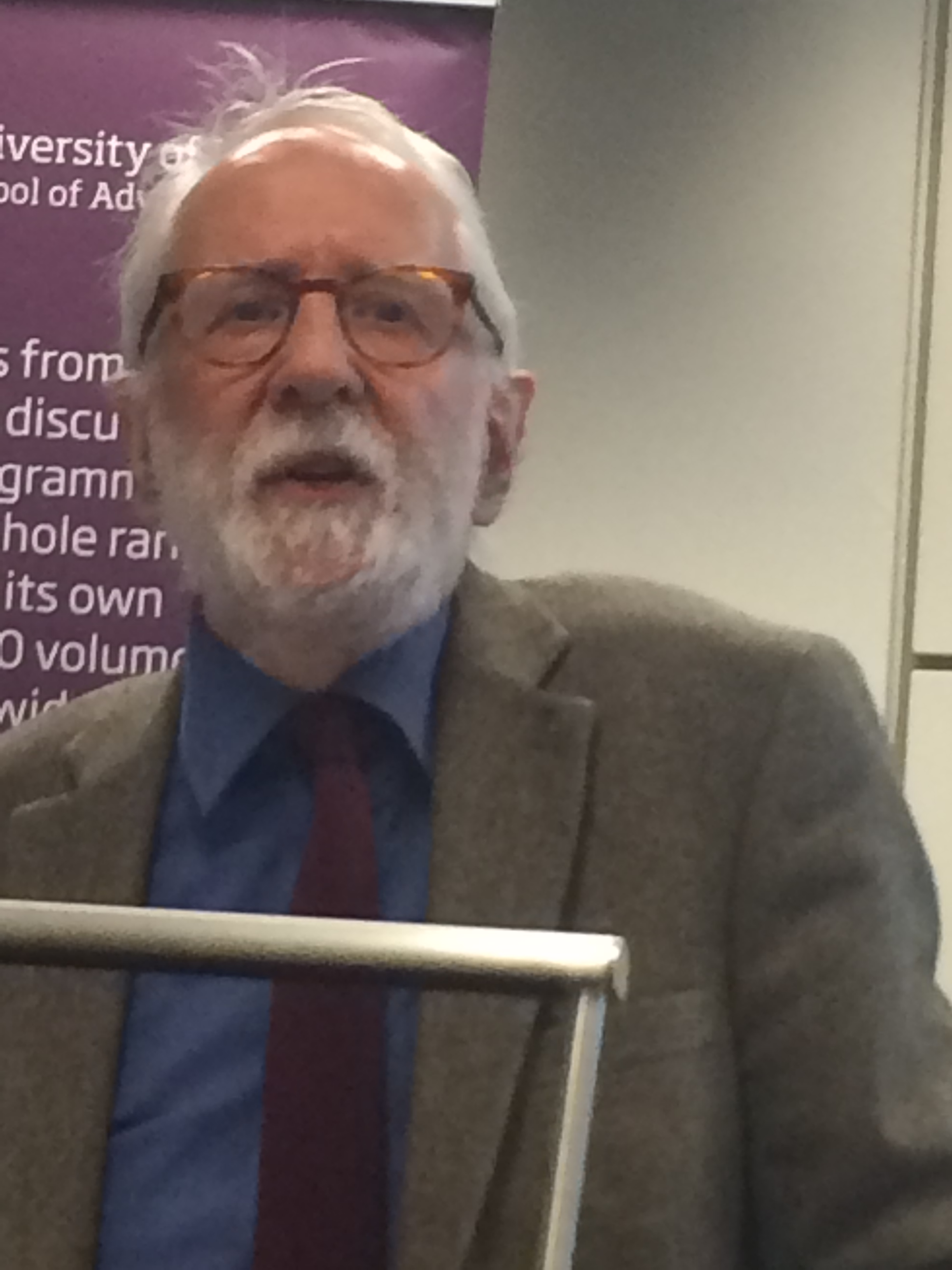
Daniel Snowman (2016)

Daniel Snowman (geboren 4. November 1938 in London) ist ein britischer Kulturjournalist.

## Leben
Daniel Snowmans Eltern stammen aus jüdischen Familien aus Osteuropa. Er wuchs in London auf und studierte Geschichte an der Cambridge University und Politikwissenschaft an der Cornell University. Von 1963 bis 1967 war er Lecturer an der University of Sussex. 1967 trat er als Chorsänger dem London Philharmonic Choir bei und schrieb später dessen Geschichte. Er arbeitete ab 1967 bei der BBC, seit 1970 als angestellter Kulturredakteur. Er gestaltete Serienprogramme und schuf daraus auch Bücher. Snowman verließ 1995 den Sender und arbeitete fortan als Sachbuchautor. Als Reisebegleiter war er zwischen 2001 und 2014 an über 50 Kreuzfahrten und Musik- und Opernreisen in Europa beteiligt.
Snowman war zweimal verheiratet, er hat zwei Kinder.

## Schriften (Auswahl)

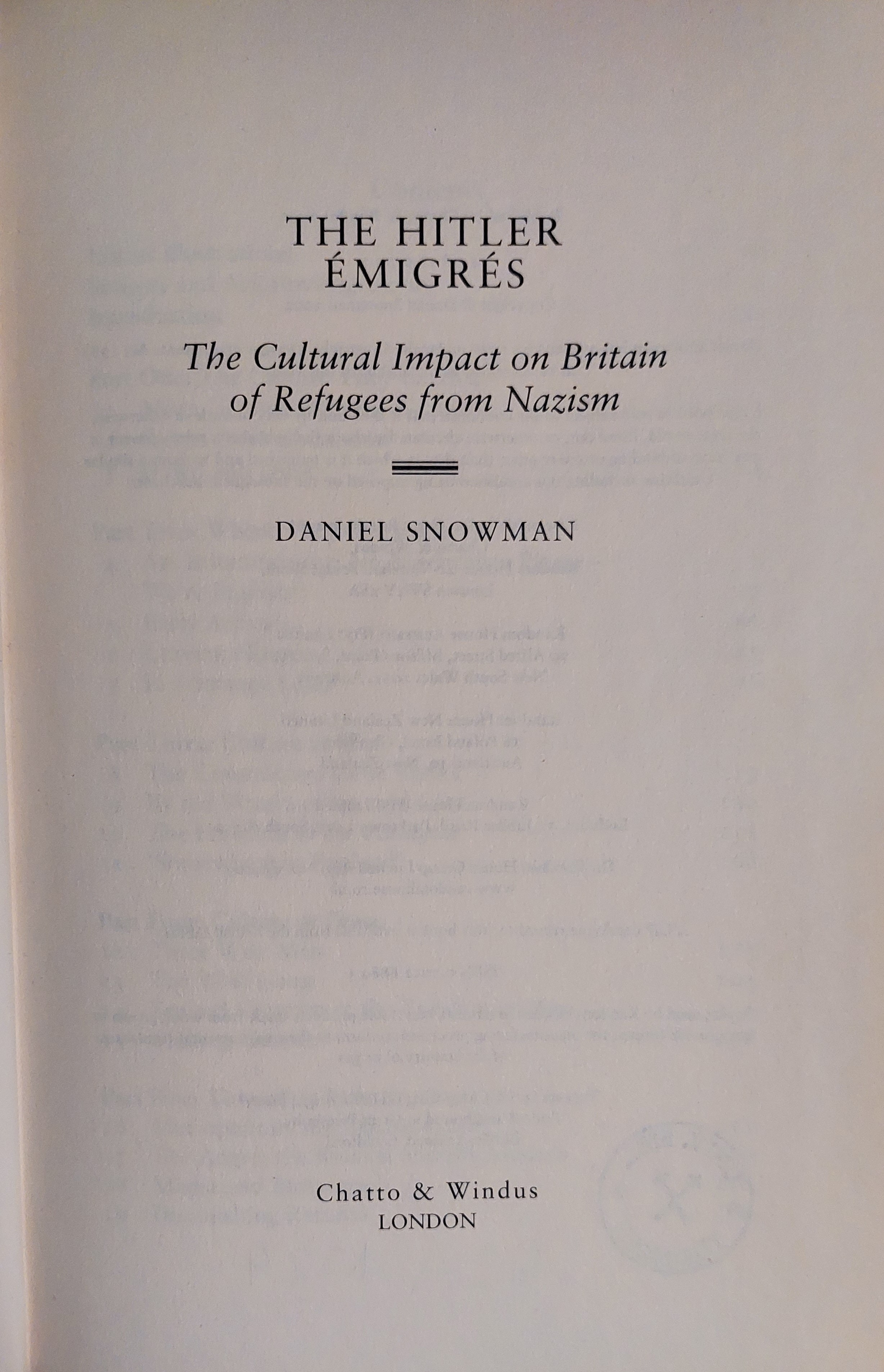
The Hitler Émigrés (2002)

- America Since 1920. Harper and Row, 1968
- Eleanor Roosevelt. Edito-Service, 1970
- Kissing Cousins: An Interpretation of British and American Culture, 1945–1975. Temple Smith, 1977
- (Hrsg.): If I Had Been ... Ten Historical Fantasies. Robson Books, 1979
- The Amadeus Quartet: The Men and the Music. Robson Books, 1981
- The World of Plácido Domingo. The Bodley Head and McGraw-Hill, 1985
  - Die göttliche Stimme : die Welt des Plácido Domingo. Übersetzung Harald Stadler. Zürich : SV International, Schweizer Verlagshaus, 1987
- Jacques Darras, Daniel Snowman (Hrsg.): Beyond the Tunnel of History: the 1989 BBC Reith Lectures. Macmillan, 1990
- Pole Positions: The Polar Regions and the Future of the Planet. Hodder & Stoughton, 1993
  - Nordpol - Südpol : die Zukunft der Erde. Übersetzung Bernd Rullkötter. Bergisch Gladbach : Lübbe, 1993
- Plácido Domingo’s Tales From the Opera. BBC Books, 1994
- Asa Briggs, Daniel Snowman: Fins de Siècle: How Centuries End, 1400–2000. Yale University Press, 1996
- (Hrsg.): PastMasters: The Best of „History Today“. Sutton: 2001
- The Hitler Émigrés: The Cultural impact on Britain of Refugees from Nazism. London: Chatto & Windus, 2002
- Historians. Palgrave Macmillan, 2007
- Hallelujah! An informal history of the London Philharmonic Choir. London Philharmonic Choir, 2007
- The Gilded Stage: A Social History of Opera. Atlantic Books, 2009
- The Hitler emigres revisited. London : Inst. of Germanic & Romance Studies, 2013
- Verdi. The History Press, 2014
- Just Passing Through: Interactions with the World 1938–2021. Autobiografie. Brown Dog Books, 2021[1]